# Index de Qualité du Sommeil de Pittsburgh
L'Index de Qualité du Sommeil de Pittsburgh (en anglais : Pittsburgh Sleep Quality Index ou PSQI ) est un questionnaire d'auto-évaluation qui évalue la qualité du sommeil sur une durée d'un mois. La mesure se compose de 19 questions, regroupées en 7 composantes qui fournissent une note globale, et nécessite 5 à 10 minutes à compléter. Développé par des chercheurs de l'Université de Pittsburgh,  le PSQI est un questionnaire standardisé sur le sommeil que les cliniciens et les chercheurs peuvent utiliser facilement et est utilisé pour plusieurs populations. Le questionnaire a été utilisé dans de nombreux contextes, y compris la recherche et les activités cliniques, et a été utilisé dans le diagnostic des troubles du sommeil. Des études cliniques ont montré que le PSQI était fiable et valide dans l'évaluation des problèmes de sommeil dans une certaine mesure, mais plus encore avec les problèmes de sommeil auto-déclarés et les symptômes liés à la dépression que les mesures actigraphiques. 

## Développement et histoire
Le PSQI a été développé en 1988, par Daniel Buysse et ses collègues, pour créer une mesure standardisée conçue pour recueillir des informations cohérentes sur la nature subjective des habitudes de sommeil des personnes et fournir un indice clair que les cliniciens et que les patients peuvent utiliser,,. Il a gagné en popularité en tant que mesure pouvant être utilisée dans la recherche sur la façon dont le sommeil pourrait être associé aux troubles du sommeil, à la dépression et au trouble bipolaire.

## Notation et interprétation
Les 19 questions du PSQI mesurent plusieurs aspects du sommeil, regroupées en sept composantes et une note général. Les scores des composantes correspondent à la qualité subjective du sommeil, la latence du sommeil (c'est-à-dire le temps qu'il faut pour s'endormir), la durée du sommeil, l'efficacité habituelle du sommeil (c'est-à-dire le pourcentage de temps passé au lit pendant lequel on dort), les troubles du sommeil, l'utilisation de médicaments et la mauvaise forme durant la journée.
Chaque question est notée sur une échelle de 0 à 3. Le score PSQI global est ensuite calculé en additionnant les sept composantes, fournissant un score global allant de 0 à 21, où les scores les plus faibles indiquent une qualité de sommeil plus saine.
Classiquement, les questions du PSQI sont additionnées pour créer un score total permettant de mesurer la qualité globale du sommeil. Les analyses statistiques permettent également d'examiner trois facteurs, à savoir l'efficacité du sommeil (en utilisant les variables de durée et d'efficacité du sommeil), la qualité perçue du sommeil (en utilisant les composantes qualité subjective du sommeil, latence du sommeil et l'utilisation de médicaments) et les perturbations quotidiennes (en utilisant les composantes troubles du sommeil et les troubles diurnes),. 

## Fiabilité
| Critère                                                              | Note (adéquat, bon, excellent, trop bon*) | Explication avec références |
| -------------------------------------------------------------------- | ----------------------------------------- | --- |
| Normes                                                               | À déterminer                              | À déterminer |
| Cohérence interne (coefficient alpha de Cronbach, split half, etc. ) | Adéquat                                   | Une méta-analyse a montré que neuf études contenaient des coefficients alpha de Cronbach supérieurs ou égaux à 0,70.                                             |
| Fiabilité inter-évaluateur                                           | À déterminer                              | Le PSQI est une évaluation relativement nouvelle. Pas assez de recherches ont été menées sur la fiabilité inter-évaluateurs pour donner une évaluation complète. |
| Fiabilité test-retest                                                | Adéquat                                   | Deux des études rapportaient un coefficient de corrélation intraclasse supérieur ou égal à 0,70 sur une période de plusieurs semaines.                           |
| Répétabilité des tests                                               | À déterminer                              | Comme la fiabilité inter-évaluateurs, des recherches limitées sont disponibles sur la répétabilité des tests.                                                    |

* Tableau de Youngstrom et al., prolongeant Hunsley & Mash, 2008 

## Validité
| Critère                                                                                                | Note (adéquat, bon, excellent, trop bon*) | Explication avec références |
| --- | ----------------------------------------- | --- |
| Validité du contenu                                                                                    | Adéquat                                   | Les sept scores des composantes du PSQI concernent de multiples aspects de la qualité du sommeil.                                                                          |
| Validité de construction (par exemple, validité prédictive, concurrente, convergente et discriminante) | Bien                                      | La mesure montre une forte corrélation avec les constructions liées au sommeil, et une faible corrélation avec les constructions non liées.                                |
| Validité discriminante                                                                                 | Bien                                      | Les comparaisons des scores PSQI entre les mauvais et les bons dormeurs montrent des différences significatives dans les scores.                                           |
| Généralisation de la validité                                                                          | À déterminer                              | Le PSQI a été utilisé dans plusieurs populations non cliniques, mais deux personnes ayant le même indice de qualité du sommeil peuvent présenter des symptômes différents. |
| Sensibilité au traitement                                                                              | À déterminer                              | L'étude originale a montré une sensibilité de 89,6%, mais pas assez de recherches ont été menées pour déterminer la sensibilité dans plusieurs études.                     |
| Utilité clinique                                                                                       | À déterminer                              | À déterminer |

* Tableau de Youngstrom et al., prolongeant Hunsley & Mash, 2008

## Impact
Le PSQI est utilisé par les chercheurs pour des sujets adolescents ou adultes. Le PSQI est recommandé dans les revues indépendantes, car il a accumulé une quantité substantielle de données de recherche. En plus de la fiabilité et de la validité prometteuses de la mesure, sa brièveté et son accessibilité en tant que mesure gratuite lui confèrent un grand potentiel pour la pratique clinique.  À ce jour, il a été traduit en 56 langues. 

## Limites
Le PSQI souffre des mêmes problèmes que les autres tests d'auto-évaluation en ce sens que les scores peuvent être facilement exagérés ou minimisés par la personne qui les remplit. Comme tous les questionnaires, la façon dont l'instrument est administré peut avoir un effet sur le score final. Le PSQI est une mesure relativement nouvelle et, par conséquent, n'a pas fait l'objet enquêtes suffisantes pour déterminer l'intégralité des mesures psychométriques. 